# Падука, Анатолий Иванович
Па́дука Анато́лий Ива́нович (род. 22 августа 1951, Ромны) — советский и украинский актер театра и кино. Руководитель, главный режиссёр и педагог Одесского Театральног1951о лицея.

## Биография
Родился 22 августа в городе Ромны, Сумской области. Мать — Анна Дмитриевна Голот.
В 1973 году был приглашён Одесский театр юного зрителя. С 1973 по 1994 год сыграл в Одесском ТЮЗе около 70 ролей, снимался в кино.
Одновременно в 1980 году работал в Одесском Доме актёра в театральной студии «Эксперимент», которую возглавлял О. П. Табаков.
В 1981 году поступил учиться в Москву в ГИТИС им. А. Луначарского на актёрский факультет к О. П. Табакову, в 1985 году окончил ГИТИС по факультету — актёр драмы и кино.
В 1989 году при Одесском Доме актёра создал Театральный лицей, где, в частности, у Анатолия Падуки учился Витас.

## Творческая деятельность

### Кинофильмы, в которых снялся
- 1975 — Раба любви — эпизод (нет в титрах)
- 1977 — Волшебный голос Джельсомино — эпизод (нет в титрах)
- 1981 — Золотые туфельки — часовой, переметнулся к красным
- 1997 — Принцесса на бобах — клиент с бабочкой
- 2004 — 12 стульев / Zwölf Stühle (Германия) — Варфоломей Коробейников, архивариус
- 2006 — Сонька Золотая Ручка — Кондратий, дрессировщик
- 2012 — Одесса-мама — покупатель газеты
- 2012 — Часовщик — антиквар
- 2013 — Цель вижу — советский солдат
- 2014 — Курортная полиция — прокурор
- 2014 — Пляж (Россия, Украина) — антиквар

### Театральные постановки
- 1974 — «Эй, кто-нибудь» по В. Сарояну;
- 1980 — «Юбилей» по А. П. Чехову;
- 1981 — «20 минут с ангелом» по А. Вампилову;
- 1991 — «Предназначено на слом» по Т. Уильямсу;
- 1991 — «Замерзли» по Н. Садуру;
- 1992 — «Они сражались за Родину»;
- 1995 — «Владимир третьей степени»;
- 1996 — «Кухонка моя» по М. Угарову;
- 1997 — «На перші гулі» по С. Васильченко;
- 1998 — «Женитьба Бальзаминова» по А. Островскому;
- 1999 — «Русский Инвалидъ» по М. Угарову;
- 2000 — «По ревізії» по М. Кропивницкому;
- 2001 — «Белые ночи» по Ф. Достоевскому;
- 2002 — «Обломов» по И. Гончарову;
- 2003 — «Лапа, или Иероглифы» по Д. Хармсу;
- 2004 — «Быть может только Бог» по А. Веденскому;
- 2005 — «Комедия города Петербурга» по Д. Хармсу[2];
- 2006 — «Скользящая Люче» по Л. Синтия-Черняускайте;
- 2007 — «Скушно на этом свете, господа…» по Н. В. Гоголю;
- 2008 — «Благовествование» по Вен. Ерофееву;
- 2009 — «Лапа-Растяпа» по Дж. Д. Сэлинджеру;
- 2010 — «Оле-Лукойе» по Г. Х. Андерсену;
- 2012 — «Дневник Печорина» по М. Ю. Лермонтову;
- 2014 — «Триумф» по И. А. Крылову;
- 2015 — «Енеїда» по И. П. Котляревскому.